# Льюїс Тауншип (округ Юніон, Пенсільванія)
Льюїс Тауншип (англ. Lewis Township) — селище (англ. township) в США, в окрузі Юніон штату Пенсільванія. Населення — 1476 осіб (2020).

## Демографія
Згідно з переписом 2010 року, у селищі мешкало 1480 осіб у 530 домогосподарствах у складі 402 родин. Було 733 помешкання
Расовий склад населення:
| - 97,2 % — білих - 1,7 % — чорних або афроамериканців - 0,1 % — корінних американців - 0,1 % — азіатів |

До двох чи більше рас належало 0,7 %. Частка іспаномовних становила 0,3 % від усіх жителів.
За віковим діапазоном населення розподілялося таким чином: 27,9 % — особи молодші 18 років, 58,0 % — особи у віці 18—64 років, 14,1 % — особи у віці 65 років та старші. Медіана віку мешканця становила 36,4 року. На 100 осіб жіночої статі у селищі припадало 104,1 чоловіків;  на 100 жінок у віці від 18 років та старших — 99,4 чоловіків також старших 18 років.
Середній дохід на одне домашнє господарство  становив 64 247 доларів США (медіана — 48 472), а середній дохід на одну сім'ю — 73 361 долар (медіана — 55 375). Медіана доходів становила 39 615 доларів для чоловіків та 26 167 доларів для жінок. За межею бідності перебувало 9,0 % осіб, у тому числі 10,0 % дітей у віці до 18 років та 13,8 % осіб у віці 65 років та старших.
Цивільне працевлаштоване населення становило 691 особа. Основні галузі зайнятості: освіта, охорона здоров'я та соціальна допомога — 24,3 %, виробництво — 17,1 %, будівництво — 10,3 %, сільське господарство, лісництво, риболовля — 8,8 %.